# Cypripedium malipoense
Cypripedium malipoense é uma espécie de orquídea terrestre, família Orchidaceae, que habita o Yunnan, na China.